# Liquidação (finanças)
Liquidação financeira é a "etapa final na transferência de propriedade que envolve a troca física de títulos ou pagamentos". Após a liquidação, as obrigações de todas as partes foram cumpridas e a transação é considerada concluída.

## Liquidação de títulos
A liquidação envolve a entrega de títulos de uma parte para outra. A entrega geralmente ocorre mediante pagamento, conhecido como entrega versus pagamento, mas algumas entregas são feitas sem um pagamento correspondente. Exemplos de entrega sem pagamento são a entrega de títulos como garantia de um empréstimo de títulos e uma entrega feita de acordo com uma chamada de margem .

## Período de liquidação
Os termos D+1, D+2, etc., são uma abreviação para "data da negociação mais um dia", "data da negociação mais dois dias", etc., indicando quantos dias úteis após a ocorrência de uma transação de título a negociação deve ser liquidada. As regras ou costumes nos mercados financeiros para transações de valores mobiliários prevêem este "período de liquidação", que é o tempo obrigatório para a transferência oficial dos valores mobiliários para a conta do comprador e do dinheiro para a conta do vendedor.

### Operação
Sob uma regra de liquidação de um dia (D+1), a liquidação ocorre no dia útil seguinte à data da transação. Sábados, domingos e feriados não considerados dias úteis pelo mercado financeiro. Por exemplo, se uma transação ocorrer em uma sexta-feira em D+1, o pagamento ou cheque deve chegar até o horário de compensação da segunda-feira, a menos que um feriado atrase o dia da liquidação.

## Companhia Brasileira de Liquidação e Custódia
No ano de 1997 surgiu, no Brasil, a Companhia Brasileira de Liquidação e Custódia (CBLC) que é o órgão responsável por garantir operacionalmente, custodiar e liquidar todas as transações realizadas na bolsa de valores B3.